# كرشك (غناباد)
كرشك (بالفارسية: کرشک) هي قرية تقع في قسم كاخك الريفي في إيران. يقدر عدد سكانها بـ 39 نسمة بحسب إحصاء 2016.